# Oxyonchus culcitatus
Oxyonchus culcitatus is een rondwormensoort uit de familie van de Enoplidae.